# 张鸿照
张鸿照（？—），中华人民共和国政治人物、外交官。
1990年，接替彭耀明，担任中华人民共和国驻蒂华纳总领事馆总领事。1994年，由麦国彦接任。1997年，接替杨斌伟，担任中华人民共和国驻厄瓜多尔大使。2000年，由刘峻岫接任。